# Aneurysm
Aneurysm je název písně a zároveň singlu americké rockové skupiny Nirvana. Píseň na studiovém albu skupiny nikdy nevyšla, objevila se však na kompilaci Incesticide i na EP Hormoaning.
Singl vyšel v roce 1996 (tedy v době, kdy již Nirvana nehrála) k živé oficiálně vydané desce From the Muddy Banks of the Wishkah.